# Björneborgs järnvägsstation
Björneborgs järnvägsstation (finska: Porin rautatieasema) är en järnvägsstation i Björneborg, landskapet Satakunda, Finland.

## Historia
Björneborgs första järnvägsstation byggdes år 1895 då Tammerfors–Björneborg-banan öppnades. Stationen brändes under Finska inbördeskriget i april 1918, men byggdes igen år 1919. Den nuvarande stationsbyggnaden är ritad av arkitekt Thure Hellström och öppnades år 1937.